# Autostrada A1 (Polonia)

Recorrido de la Autostrada A1

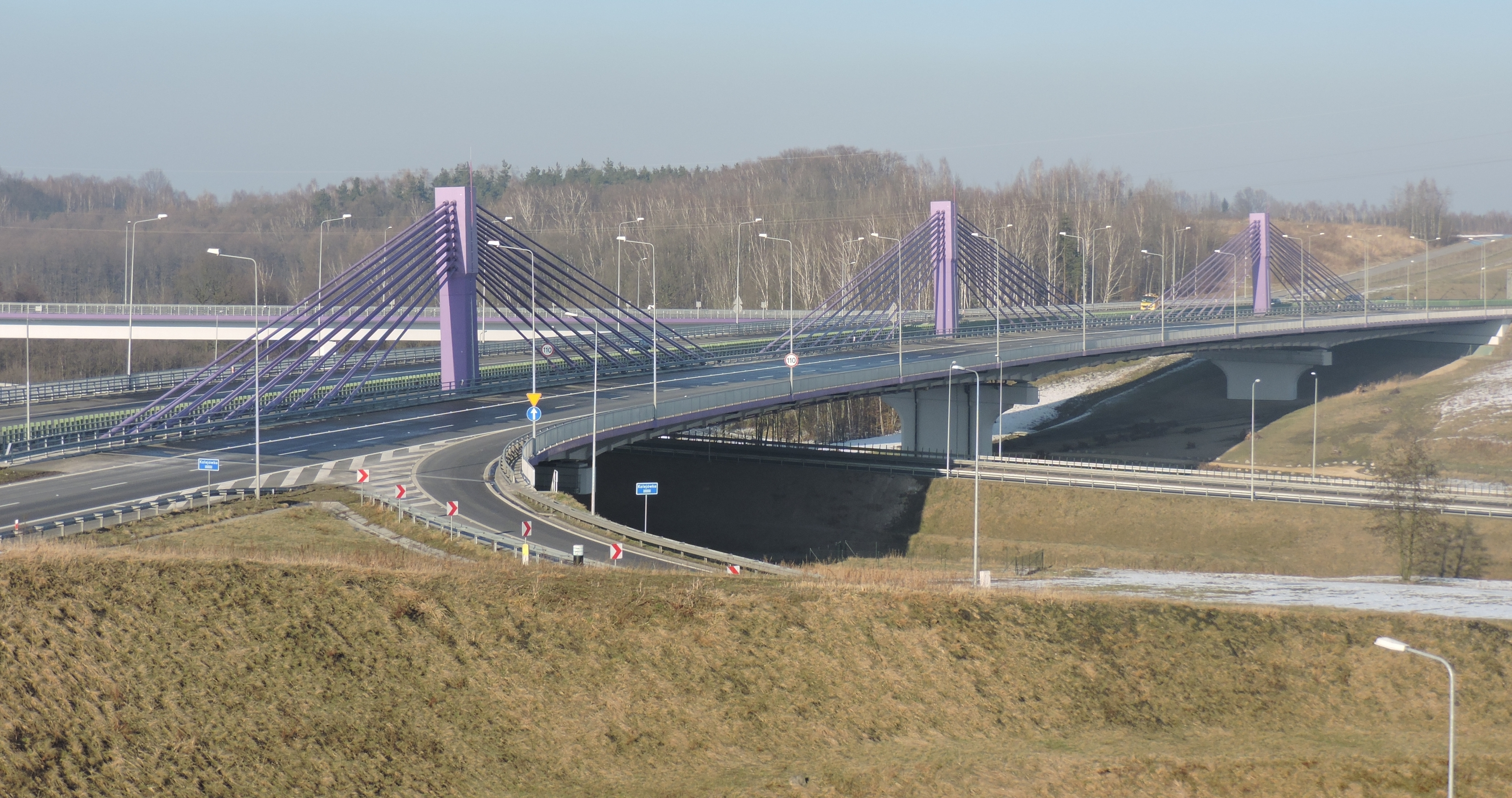
Puente en tramo Świerklany-Gorzyczki, cerca Wodzisław Śląski

La autopista A1 (Polonia) (en polaco Autostrada A1, también conocida como: Ruta del ámbar) es una autopista completada, que discurre de norte a sur a través de Polonia central, desde Gdańsk en el Mar Báltico, Łódź y el Área Industrial de Silesia Superior (Gliwice), hasta la frontera con la República Checa en Gorzyczki (comarca Wodzisław Śląski) / Vernovice (comarca Karvina), donde enlaza con la autopista checa D47. La autopista forma parte de la Ruta europea E75.
La longitud total de la autopista ronda los 504,2 km. Se fueron estrenando tramos por fechas. Entre 2009 y 2013 se estrenaron la mayor parte de tramos, pero no fue hasta 2023 cuando se completó el último tram entre el cruce de Piotrków Trybunalski Zachód y el cruce de Częstochowa. En un primer momento, se trató de tener la autopista lista para 2012 durante la Eurocopa 2012. En la parte norte de la autopista, se cruza con la Autopista A2.

## Tramos
| Tramo                              | Estado (2010)               | km   |
| ---------------------------------- | --------------------------- | ---- |
| Gdańsk - Grudziądz                 | En servicio (2008)          | 90,0 |
| Grudziądz - Toruń                  | En servicio (2011)          | 62   |
| Toruń - Stryków                    | En servicio (2012)          | 143  |
| Stryków - Tuszyn                   | En servicio (2016)          | 41   |
| Tuszyn - Piotrków Trybunalski      | En servicio (1989)          | 17,5 |
| Piotrków Trybunalski - Częstochowa | En construcción (2019-2022) | 65   |
| Częstochowa - Aeropuerto Katowice  | En servicio (2019))         | 57   |
| Aeropuerto Katowice - Gliwice      | En servicio (2012)          | 37   |
| Gliwice - Świerklany               | En servicio (2010)          | 36   |
| Świerklany - Gorzyczki             | En servicio (2012)          | 18,3 |
| Gorzyczki/ República Checa         | En servicio (2012)          |      |